# Micaela Díaz Rabaneda
Micaela Díaz Rabaneda (Peralta, 29 de noviembre de 1878 - siglo XX) fue una maestra y pedagoga española que formó parte de la Asamblea Nacional Consultiva durante la dictadura de Primo de Rivera (1927-1930). 

## Biografía
Nació el 29 de septiembre de 1878 en la localidad navarra de Peralta en el seno de una familia de pequeños propietarios agrícolas. Su padre, Juan Cruz Díaz Silvestre (Peralta, 1844-1916) se dedicaba al comercio de granos. Pasó casi sus primeros treinta años residiendo en su tierra natal y donde pasó algunas vacaciones.
Estudió magisterio en la Escuela Normal de Maestras de Pamplona el curso 1892-1893 aprobó el grado elemental en 1894 el grado superior en 1895. En mayo de 1898 ganó una plaza de maestra de la escuela elemental de Aliaga en Zaragoza donde siguió hasta 1901 regresando posteriormente a Pamplona donde en mayo de 1902 era maestra auxiliar de la escuela graduada de niños de Pamplona. Posteriormente opositó para varias plazas y en 1907 pudo ir a Galicia. Para entonces se había incorporado como profesora auxiliar en la escuela de Madrid.
Al residir en la capital pudo matricularse en la Escuela de Estudios Superiores de Magisterio obteniendo el título superior en la Sección de Letras perteneciendo a la misma promoción de María de Maeztu, Juana Ontañón Valiente y Concepción Alfaya.
De 1911-1912 estaba adscrita al Seminario de Ciencias Históricas en la sección a cargo del jurista y literario Rafael Altamira. En 1916 fue nombrada vocal del Patronato del Instituto Nacional de Niños Anormales. 

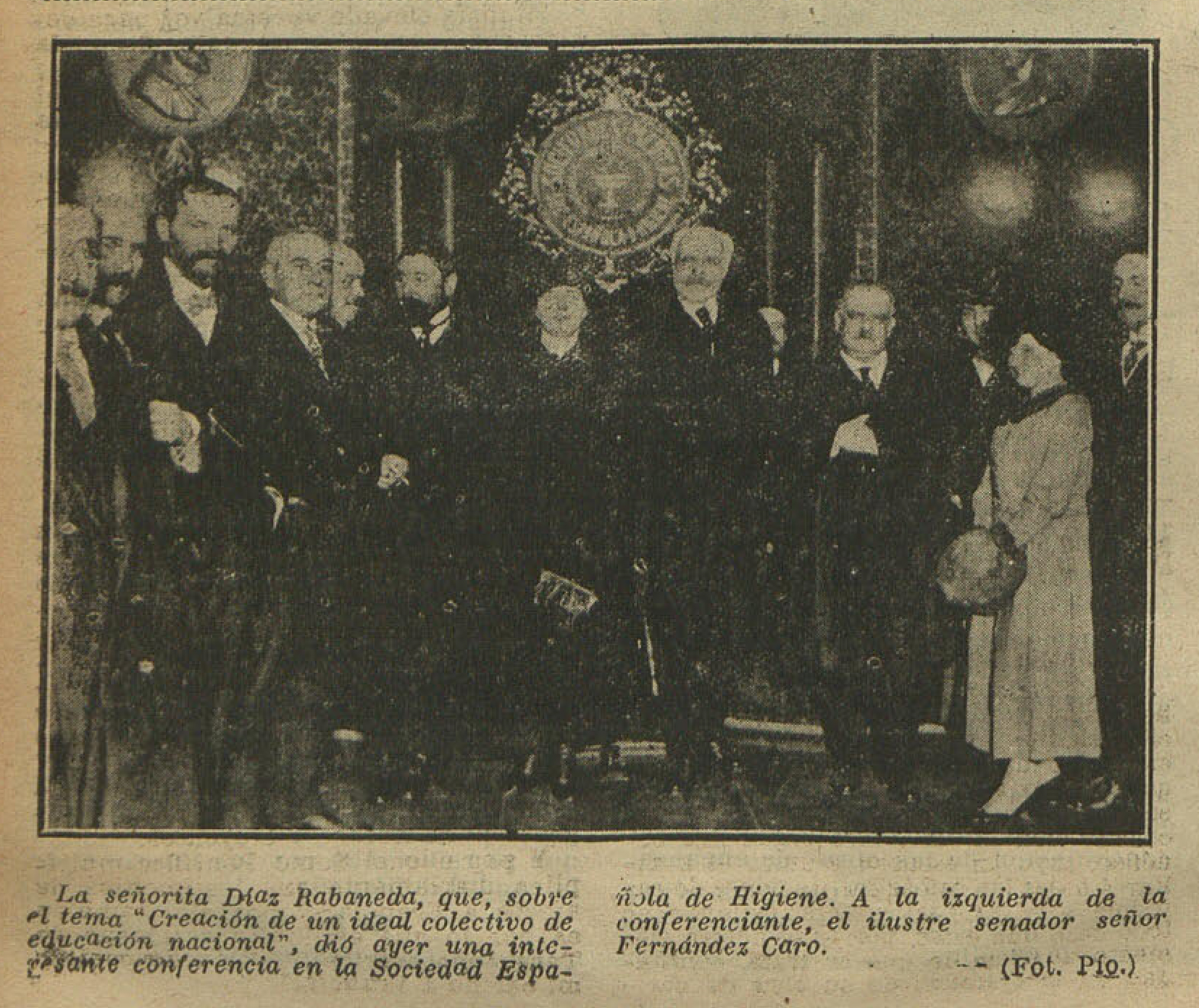
Díaz Rabaneda en la Sociedad Española de Higiene tras dar una conferencia sobre el tema "Creación de un ideal colectivo de educación nacional (1917)

A partir de 1911 perteneció a la Sociedad de Pediatría, al Comité Femenino de la Sociedad Española de Higiene para mejorar la situación de las mujeres, introducir cambios en la educación infantil y las condiciones higiénico-sanitarias de la población.
En 1926 fue profesora numeraria de la Escuela Normal Central de Maestras y del Consejo Superior de Protección a la Infancia y en julio de 1927 fue nombrada concejala suplente del Ayuntamiento de Madrid junto a otras tres mujeres. Algunos periódicos apuntaron que enseñaba historia y que había destacado en comités sanitarios y en protección a la infancia. 
En octubre de 1927 fue una de las trece mujeres que se incorporaron a la Asamblea Nacional Consultiva durante la dictadura de Primo de Rivera siendo la asamblearia más joven del grupo designado por sus "actividades de la vida nacional".  Su primera intervención tras encomiar a Primo de Rivera por haber incorporado a trece mujeres en la asamblea realiza una interpelación al Gobierno sobre absentismo de los propietarios de las tierras y la emigración de los trabajadores y campesinos realizada el 25 de noviembre de 1927, una materia que preocupa especialmente a la Iglesia católica, cuyas bases agrarias viven en la pobreza y se ven obligadas a abandonar el país.
Fue asesinada por milicias del Frente Popular, en Madrid. Fue detenida el 30 de septiembre de 1936 (Causa General, legajo 1504, expediente 3, página 27). Fue inhumada en el cementerio de la Almudena y, posteriormente, sus restos se trasladaron a la basílica de la Santa Cruz del Valle de los Caídos.[cita requerida]

## Derechos de las mujeres
Micaela Díaz Rabaneda está considerada como una de las representantes del feminismo católico de las primeras décadas del siglo XX sin embargo apenas en 2019 se ha publicado un estudio detallado de su vida y trayectoria. En el mismo se señala sus posiciones en defensa del avance de la situación jurídica y la consideración de la mujer. 
Las primeras noticias de la preocupación de Díaz por mejorar la situación de la mujer se evidencian en 1911 año en el que fue nombrada vicepresidenta del comité ejecutivo del Centro de Hijos de Madrid creado para amparar a la infancia indigente y «a la joven perseguida para que no cayese en la abyección, el delito o el crimen».  A finales de 1911 publica un artículo en La Mañana en el que abordaba la necesidad de que las mujeres se estudiasen a sí mismas para llegar a ser personas conscientes y capaces de contraer responsabilidades arremetiendo en contra de “la insustancial literatura”, que trataba de “trapos” y de recetas de belleza. La mujer, continuaba, debía conocerse y fijar su puesto en la vida.
Como profesora numeraria de la Normal de Castellón, en junio de 1914, se sumó a la campaña para que Emilia Pardo Bazán fuera elegida miembro de la Real Academia Española, e intervino en un acto celebrado en el Congreso de Diputados con este objeto.
En 1924 formó parte del jurado con María Lejárraga, María Goyri, y otros dos exministros del certamen femenino convocado por el Centro Ibero-Americano  de  Cultura  Popular  Femenina  sobre  el  tema  “Intervención de la mujer en la vida política: Consejos para que la mujer emita su voto con social eficacia”, premio fallado el 6 de julio de 1925 con el trabajo apoyado por Micaela Díaz de Teresa Fole Martínez, maestra residente en La Coruña que tenía por lema “Woman”.